# Achariaväxter
Achariaväxter (Achariaceae) är en familj av tvåhjärtbladiga växter. Achariaväxter ingår i malpigiaordningen. Enligt Catalogue of Life omfattar familjen Achariaceae 187 arter.

## Namn
Familjen har namn efter Erik Acharius.

## Bildgalleri

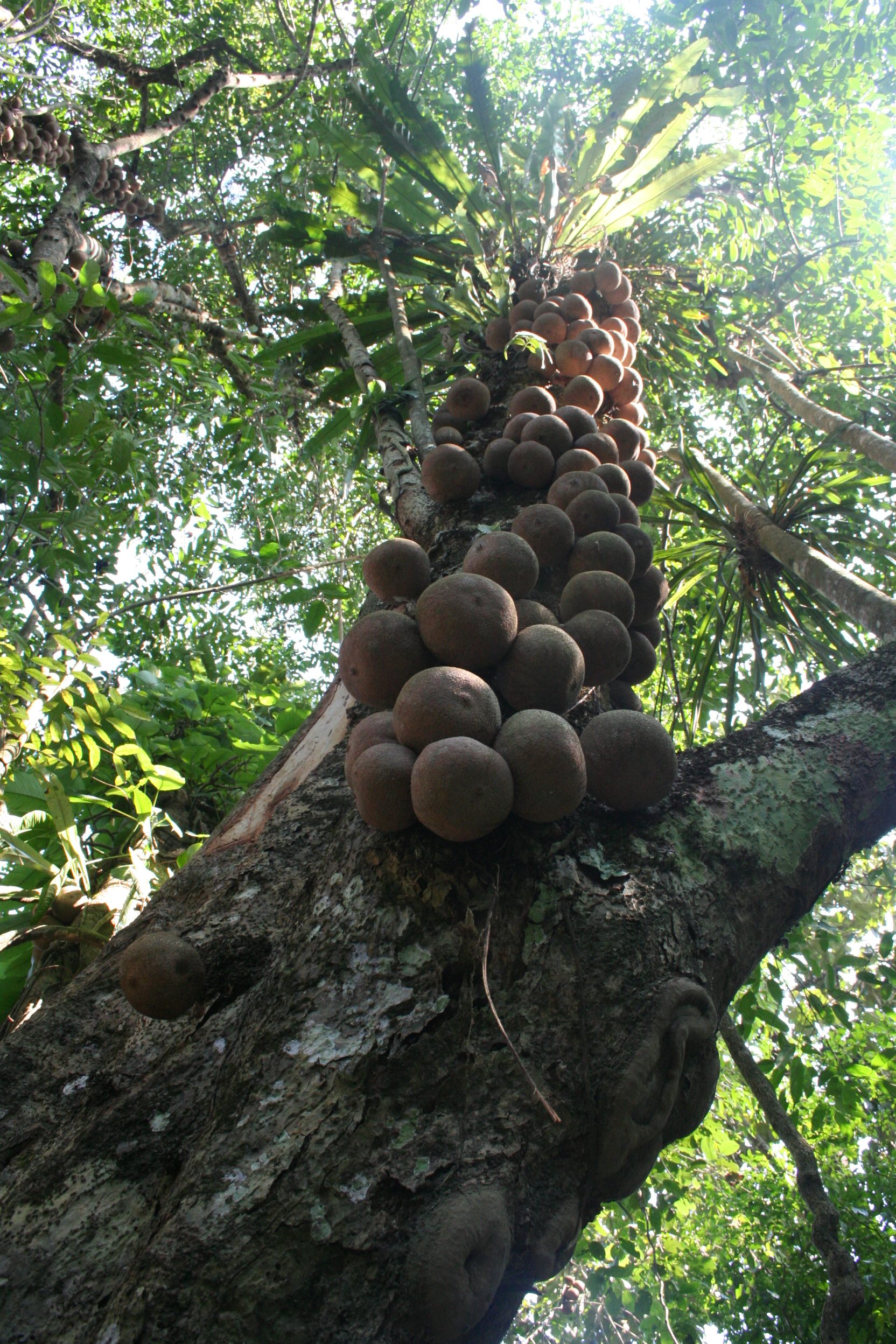

## Dottertaxa till achariaväxter, i alfabetisk ordning[2]
- Acharia
- Ahernia
- Baileyoxylon
- Buchnerodendron
- Caloncoba
- Camptostylus
- Carpotroche
- Ceratiosicyos
- Chiangiodendron
- Chlorocarpa
- Dasylepis
- Eleutherandra
- Erythrospermum
- Grandidiera
- Guthriea
- Gynocardia
- Hydnocarpus
- Kiggelaria
- Kuhlmanniodendron
- Lindackeria
- Mayna
- Melicytus
- Pangium
- Peterodendron
- Poggea
- Prockiopsis
- Rawsonia
- Ryparosa
- Scaphocalyx
- Scottellia
- Trichadenia
- Xylotheca